# Powietrzny System Wczesnego Ostrzegania i Naprowadzania AWACS

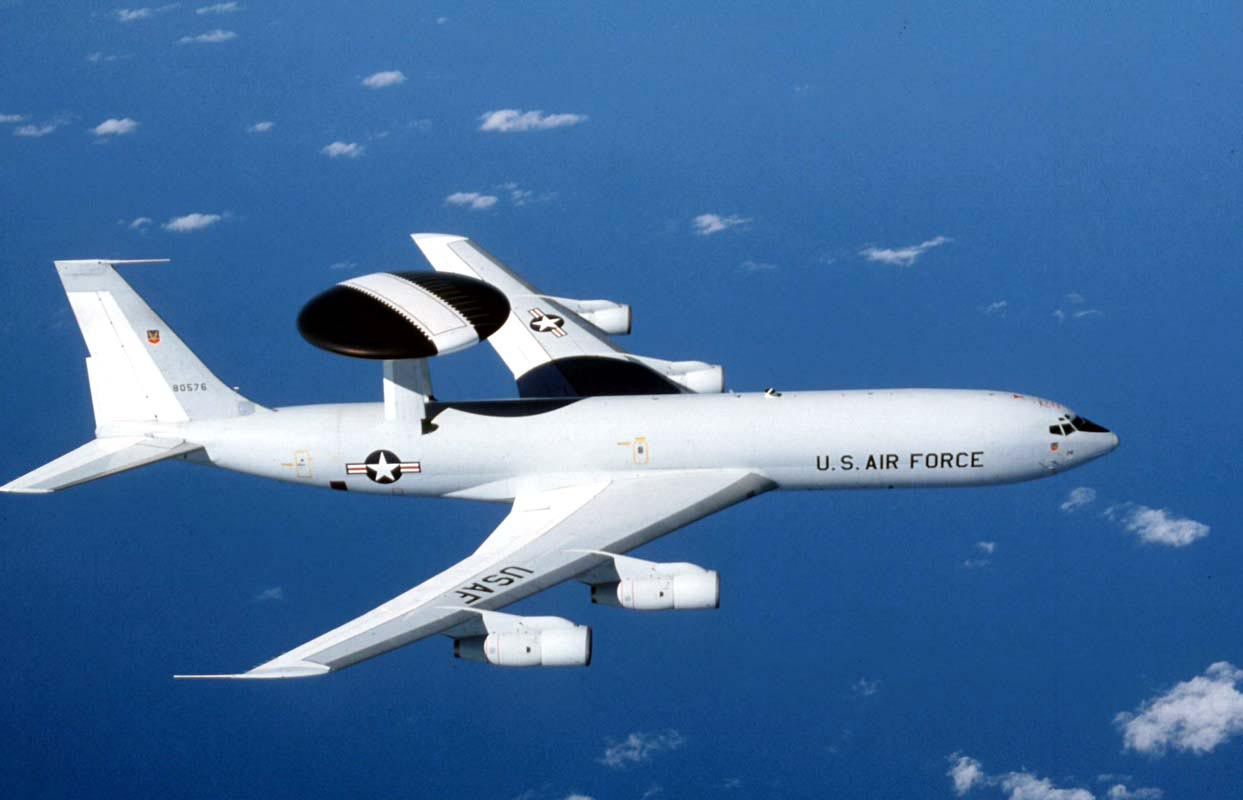
Amerykański Boeing E-3 Sentry systemu AWACS (2002)

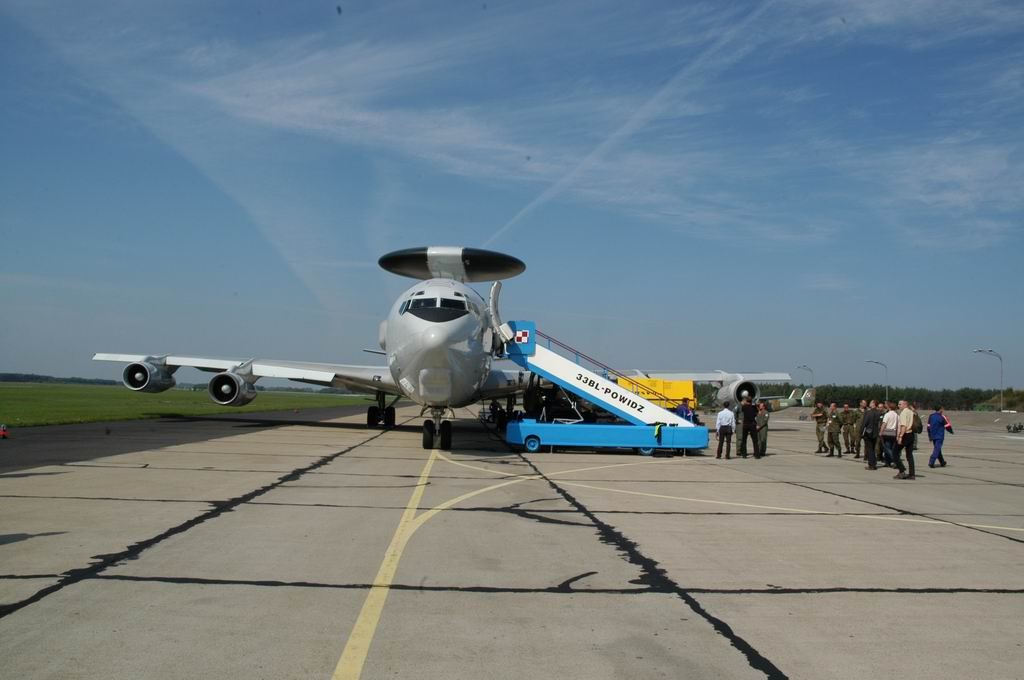
Boeing E-3A Sentry systemu AWACS w 33 Bazie Lotniczej w Powidzu (2006)

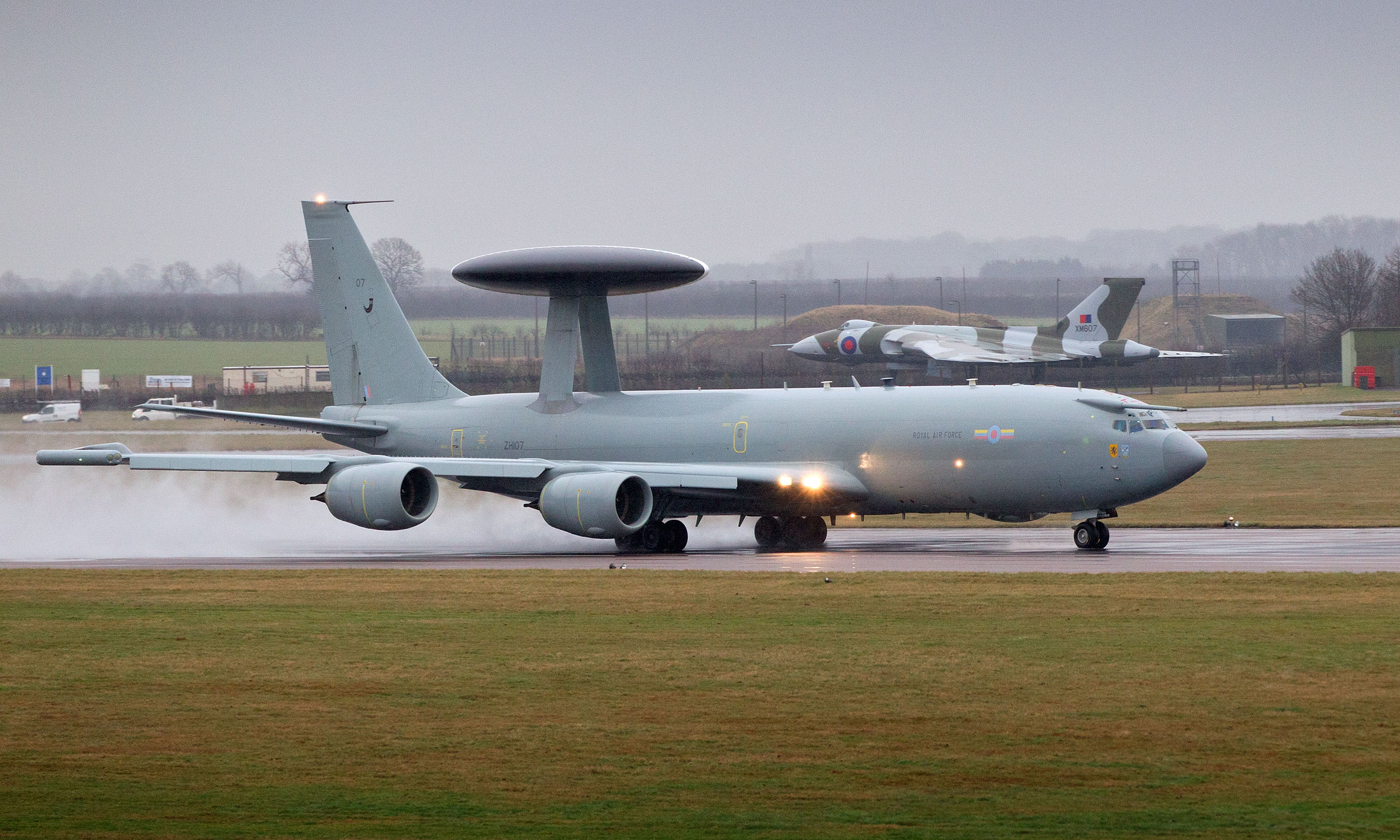
Boeing E-3D Sentry ląduje w bazie RAF Waddington (2012)

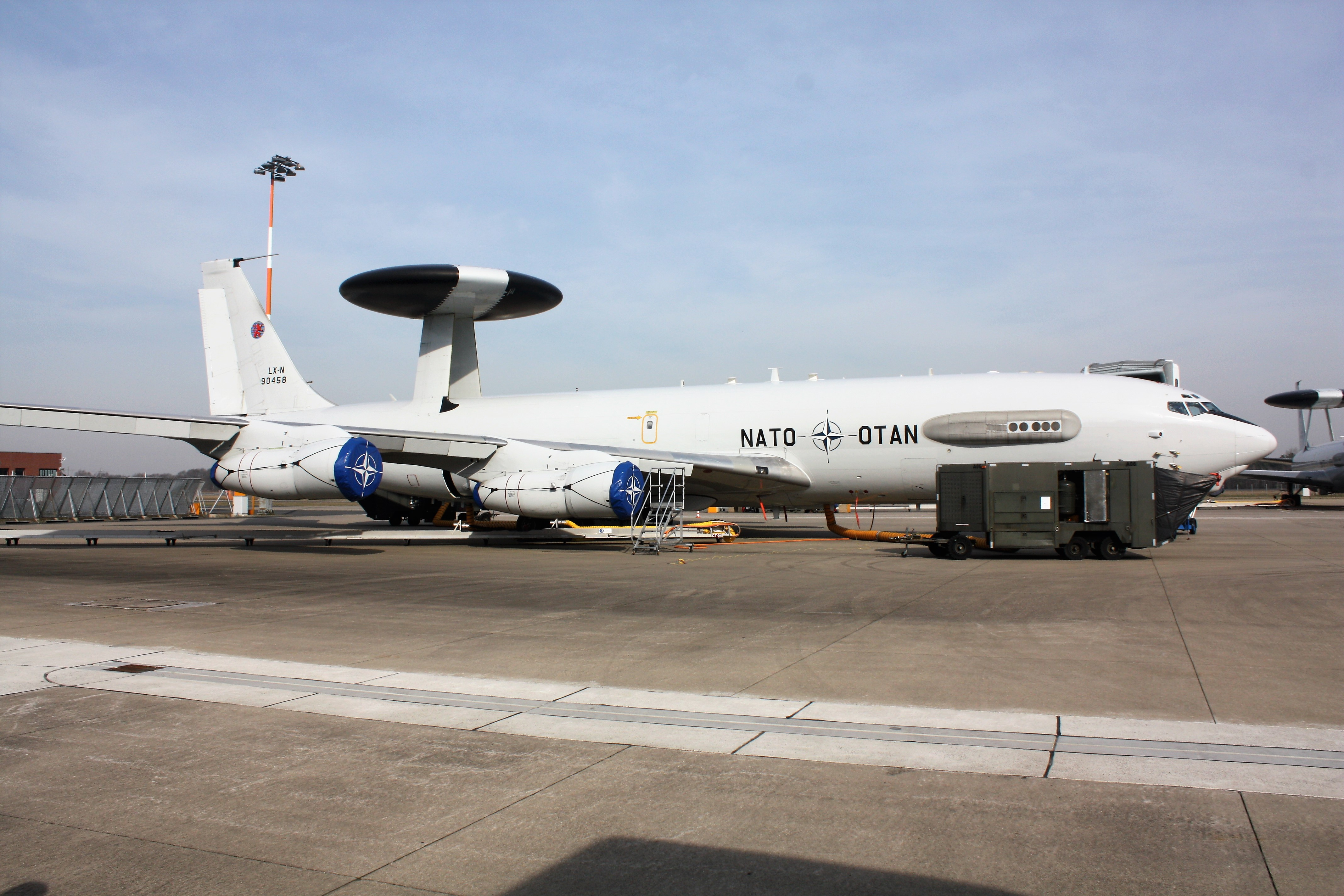
Boeing E-3A Sentry systemu AWACS w bazie NATO w Geilenkirchen (2017)

Powietrzny System Wczesnego Ostrzegania i Naprowadzania AWACS (ang. Airborne early Warning And Control System AWACS) – lotniczy system wczesnego ostrzegania i kontroli.
System wczesnego wykrywania i naprowadzania AWACS jest jednym z najważniejszych elementów wsparcia systemu dowodzenia NATO. Stanowi uzupełnienie natowskich naziemnych systemów wykrywania i identyfikowania obiektów. Zapewnia zdolność operacyjną do dowodzenia i kierowania aktywnymi, defensywnymi i ofensywnymi środkami walki w czasie pokoju, kryzysu i wojny, uzupełnia obraz sytuacji przestrzeni powietrznej, a także dostarcza informacje z rozpoznania powietrznego do innych statków powietrznych lub naziemnych stanowisk dowodzenia.

## Charakterystyka
Powietrzny System Wczesnego Ostrzegania i Naprowadzania AWACS opracowany został w latach 70. XX w. na potrzeby systemów obrony powietrznej NADGE i NORAD. Przeznaczony jest do wykrywania i śledzenia celów powietrznych lecących na małych i bardzo małych wysokościach oraz naprowadzania na nie własnego lotnictwa myśliwskiego. Początkowo w programie budowy systemu brało udział 12 państw. Były to: Belgia, Kanada, Dania, RFN, Grecja, Włochy, Luksemburg, Norwegia, Holandia, Portugalia, Turcja i USA. Państwa te finansowały program i zasilały go odpowiednio przygotowanym personelem. W 1998 do programu dołączyła Hiszpania, w 2006 Węgry, w 2007 Polska, w 2010 Rumunia i w 2011 Czechy.

Dla potrzeb systemu zaadaptowano samolot E-3 Sentry – zmilitaryzowaną wersję samolotu pasażerskiego Boeing 707-320. Najbardziej charakterystycznym elementem samolotu jest zamontowana na grzbiecie kadłuba obrotowa konsola o średnicy 9 metrów, wewnątrz której zamontowano radar panoramiczny AN/APY-1 i radiowy system identyfikacji „swój-obcy” INF/TADILC. Stacja radiolokacyjna AN/APY-1 pracowała w jednym z trzech podstawowych zakresów: impulsowym, impulsowo-dopplerowskim i „morskim”. Podczas przebywania w strefie patrolowania mogła wykryć i śledzić i obiekty powietrzne na obszarze ponad 300 tys. km². Mogła wykrywać samoloty dalekiego zasięgu do 650 km, lotnictwo frontowe do 400 km, rakiety skrzydlate do 250 km, cele lecące na bardzo małych wysokościach do 400 km, kutry rakietowe z odległości 110 km i niszczyciele z odległości do 400 km. Jednocześnie mogła wykrywać 1500 celów, automatycznie śledzić do 400 i naprowadzać własne samoloty do 250. W latach 80. samoloty E-3A zostały zmodernizowane do wersji E-3B i E-3C. Modernizacja objęła między innymi montaż nowej pokładowej stacji radiolokacyjnej APY-2 oraz urządzeń przeciwzakłóceniowych, naprowadzania, łączności oraz wielofunkcyjnych wskaźników zobrazowania sytuacji powietrznej.
Wspólne Dowództwo Sił Powietrznych NATO Wczesnego Ostrzegania NAEW&CFC zostało utworzone w 1980, a jego siedziba znajdowała się w SHAPE, w Mons w Belgii; obecnie jego siedziba znajduje się w Geilenkirchen w RFN. Dowódcą naprzemiennie jest amerykański albo niemiecki generał major, natomiast zastępcą dowódcy zawsze angielski Air Commodore RAF. Aktualnie (2023) dowódcą jest amerykański general major Thomas E. Kunkel, natomiast zastępcą dowódcy jest Air Commodore RAF Keith Taylor. W 2013 w skład systemu wchodziły dwa komponenty samolotów sił międzynarodowych: 17 samolotów typu E-3A  operujących z bazy głównej w Geilenkirchen i 7 angielskich samolotów typu E-3D, stacjonujących na lotnisku RAF w Waddington w Wielkiej Brytanii. Samoloty NATO  wykorzystują też wysunięte bazy operacyjne w Aktion (Grecja), Trapani (Włochy) i Konya (Turcja) oraz wysunięte miejsca dyslokacji w Ørland (Norwegia) i inne sojusznicze lotniska.
Zadania systemu
Do głównych zadań systemu należy:
- wczesne ostrzeganie systemu obrony przeciwlotniczej NATO o nadlatujących celach powietrznych oraz ich identyfikacja na wszystkich wysokościach, a szczególnie na małych i bardzo małych wysokościach;
- lokalizacja celów powietrznych w obszarach znacznie przewyższających zasięg stacji i środków radiolokacyjnych systemu NADGE;
- naprowadzanie samolotów myśliwskich na dużych odległościach i małych wysokościach;
- samoloty systemu AWACS mogą być wykorzystywane jako ruchome, powietrzne stanowiska dowodzenia sił OP, a także mogą służyć jako retlanslatory do transmisji danych cyfrowych.